# Michael Longuet-Higgins
Michael Selwyn Longuet-Higgins (* 8. Dezember 1925 in Lenham (Kent); † 26. Februar 2016 in Cambridge) war ein britischer Mathematiker, Ozeanograph und Geophysiker.

## Karriere
Longuet-Higgins besuchte das Winchester College (an dem Freeman Dyson und James Lighthill Klassenkameraden waren). Ab 1943 studierte er mit einem Stipendium am Trinity College der Universität Cambridge mit dem Bachelor-Abschluss in Mathematik 1945. Danach arbeitete er am Admiralty Research Laboratory, unter anderem ozeanographische Vorhersagen für die Landungsunternehmen im Pazifik in der Gruppe von George Deacon (Group W). 1948 ging er wieder an die Universität Cambridge zu Harold Jeffreys und Robert Stoneley (1929–2008) und wurde 1951 in Geophysik promoviert. Er erhielt ein Forschungsstipendium des Trinity College und ging damit in die USA an die Woods Hole Oceanographic Institution und an das Scripps Institute of Oceanography (bei Walter Munk). 1952 war er wieder in Cambridge. Ab 1954 war er am National Institute of Oceanography in Wormley (Surrey). 1967 bis 1969 war er Professor für Angewandte Mathematik und Ozeanographie an der Oregon State University. 1969 bis 1989 war er Royal Society Research Professor an der Universität Cambridge und war gleichzeitig am National Institute of Oceanography. Nach seiner Emeritierung ging er an das La Jolla Institute in San Diego.
Er war Gastwissenschaftler am MIT (1957/58), an der Universität Adelaide (1964), der University of California, San Diego (UCSD, 1961/62, 1966/67), am Jet Propulsion Laboratory (1981 bis 1989) und 1981 bis 1987 Adjunct Professor an der University of Florida in Gainesville. Ab 1991 war er am Institute for Nonlinear Science der UCSD und war bis 2001 Adjunct Professor am Scripps Institute.

## Werk
1945 bis 1948 war er am Admiralty Research Laboratory in Teddington die Theorie elektromagnetischer Induktion durch Meeresströmungen entwickelte (mit Anwendungen auf die Messung von Massentransport durch Strömungen und die Leitfähigkeit der Erde) und die Entstehung von Mikroseismik in der Erde ausgelöst durch Meereswellen in tiefem Wasser, was er auch experimentell überprüfte. 
Von ihm stammt eine statistische Theorie der Wellenhöhen und er führte das zweidimensionale Spektrum von Meereswellen ein. Er untersuchte die Streuung von zufallserzeugten Flächen mit Anwendung auf Wasserwellen und Streuung aus der Ionosphäre. Seine Lösung der Laplacegleichung für die Sphäre vollständig gelöst mit Anwendung auf Atmosphärische Gezeiten. Außer mit Wellen befasste er sich auch mit Dynamik von Blasen, Sonolumineszenz, Austausch von Wärme und Gasen an der Meeresoberfläche.
Longuet-Higgins befasste sich auch mit der Theorie der Polyeder. 1954 klassifizierte er mit H. S. M. Coxeter und J. C. P. Miller uniforme Polyeder. Er befasste sich schon am Winchester College mit Polyedern (seine Sammlung von Drahtmodellen wurde dort ausgestellt) und erfand ein dreidimensionales mathematisches Spielzeug, Rhombo-Blocks. Sie bestehen aus Rhomboedern mit sechs Rhomben als Seitenflächen, deren Diagonalen im Verhältnis des goldenen Schnitts sind. Sie halten durch Magnete zusammen. Er veröffentlichte auch eine Analyse von Slinky.

## Mitgliedschaften und Ehrungen
1950 erhielt er den Rayleigh-Preis der Universität Cambridge. 1963 wurde er Fellow der Royal Society. Er war Fellow der American Geophysical Union, Mitglied der National Academy of Sciences (1979), Ehrendoktor der Technischen Universität Dänemarks in Lyngby und der Universität Glasgow. Er wurde 2002 Ehren-Fellow der Acoustical Society of America. 1983 erhielt er die Sverdrup Gold Medal für seine vielen herausragenden Beiträge zum Verständnis der Dynamik von Oberflächenwellen in Ozeanen, einschließlich der Wechselwirkung von Wellen und Strömung, nichtlinearer Wechselwirkung zwischen Wellen, Welleninstabilitäten und dem Brechen von Wellen (Laudatio). Außerdem erhielt er 1984 den International Coastal Engineering Award der American Society of Civil Engineers und 1990 den Oceanography Award der Society for Underwater Technology.

## Privates
Er ist der Bruder von Christopher Longuet-Higgins.

## Schriften
- Dynamics of Water Waves, Selected Papers of Michael Longuet-Higgins, 3 Bände, Hrsg. S.G. Sajjadi, World Scientific 2013